# توماش بورکووی
توماش کارول بورکووی (لهستانی: Tomasz Karol Borkowy؛ زادهٔ ۱۷ سپتامبر ۱۹۵۲) بازیگر و کارگردان نمایش اهل لهستان است.
از فیلم‌ها یا برنامه‌های تلویزیونی که وی در آن نقش داشته‌است، می‌توان به خانه، سبکی تحمل‌ناپذیر هستی، دکتر هو، تاگارت و پزشک‌ها اشاره کرد.